# Горана (Тианетский муниципалитет)
Горана (груз. გორანა) — село в Грузии, на территории Тианетского муниципалитета края (мхаре) Мцхета-Мтианети.

## География
Село находится в центральной части Грузии, на расстоянии приблизительно 12 километров (по прямой) к юго-западу от посёлка городского типа Тианети, административного центра муниципалитета. Абсолютная высота — 1094 метра над уровнем моря.

## Население
По результатам официальной переписи населения 2014 года в Горане проживало 169 человек (81 мужчина и 88 женщин). В национальной структуре населения грузины составляли 100 %.
| Год  | Население, человек |
| ---- | ------------------ |
| 2002 | 293                |
| 2014 | ↘ 169              |